# (Dichlorométhyl)benzène
Le (dichlorométhyl)benzène, aussi connu comme l'α,α-dichlorotoluène, est un composé organique halogéné de formule moléculaire C6H5CH3Cl2. Ce liquide incolore est lacrymogène et est utilisé comme précurseur en synthèse organique.

## Historique
Ce composé fut synthétisé pour la première fois par A. Cahours par réaction entre le pentachlorure de phosphore et le benzaldéhyde.

## Utilisation
Le (dichlorométhyl)benzène est pratiquement exclusivement utilisé pour la fabrication du benzaldéhyde par hydrolyse acide ou basique :
{\displaystyle {\rm {C_{6}H_{5}-CHCl_{2}\ {\xrightarrow[{H^{+}\ ou\ OH^{-}}]{H_{2}O}}\ C_{6}H_{5}-C(=O)-H\ +\ 2HCl}}}
Les amines et les catalyseurs de Friedel-Crafts sont recommandés pour la conversion en benzaldéhyde. Il est important d'éviter la présence de chlorure de benzyle lors de cette opération, car ce composé et le benzaldéhyde ont des points d'ébullition très proches, ce qui rend leur séparation par distillation difficile.

## Propriétés physico-chimiques
Le (dichlorométhyl)benzène est soluble dans l'éthanol, l'éther, le chloroforme et le tétrachlorure de carbone. La solubilité du dichlore dans 100 g de (dichlorométhyl)benzène est de 6,2 g à 30 °C, 4,3 g à 50 °C et de 1,5 g à 100 °C.
Le (dichlorométhyl)benzène fume dans l'air humide et a un puissant effet irritant sur les muqueuses et les yeux.
L'addition d'une base forte sur le (dichlorométhyl)benzène produit du phénylcarbène (C6H5CH).

## Production et synthèse
Le (dichlorométhyl)benzène est produit par chloration radicalaire du toluène, catalysé par la lumière ou des initiateurs radicalaires comme le peroxyde de benzoyle. Un intermédiaire et une réaction consécutive sont observés :
C6H5-CH3 + Cl2 {\displaystyle \rightarrow } C6H5-CH2Cl + HCl
C6H5-CH2Cl + Cl2 {\displaystyle \rightarrow } C6H5-CHCl2 + HCl
C6H5-CHCl2 + Cl2 {\displaystyle \rightarrow } C6H5-CCl3 + HCl
La réaction est contrôlée de manière à éviter la réaction consécutive de chloration. Il en résulte un mélange de chlorure de benzyle et de (dichlorométhyl)benzène qui est purifié par distillation. Le (dichlorométhyl)benzène peut être considéré comme un sous-produit de la fabrication du chlorure de benzyle.